# 岩崎御嶽社
岩崎御嶽社（いわさきおんたけしゃ）は、愛知県日進市岩崎町の岩崎御嶽山の山頂に鎮座する神社。

## 概要
万延元年（1860年）に夢のお告げを受けた明心・明寛の2人の行者が、木曾から御嶽大神を勧請して創建したとされる。本堂の左脇に洞穴があり「お助け穴不動」と呼ばれる不動尊が祀られている。
北西に直線距離で400メートルほど離れた場所に「奥之院」が置かれている。
なお、本神社の境内に「ふれあいの森 平成展望台」が設置されている（厳密には本神社の駐車場から少し上った位置にある）。他の神社同様、本神社の境内は「ふれあいの森 平成展望台」も含めて犬の散歩は禁止されている。

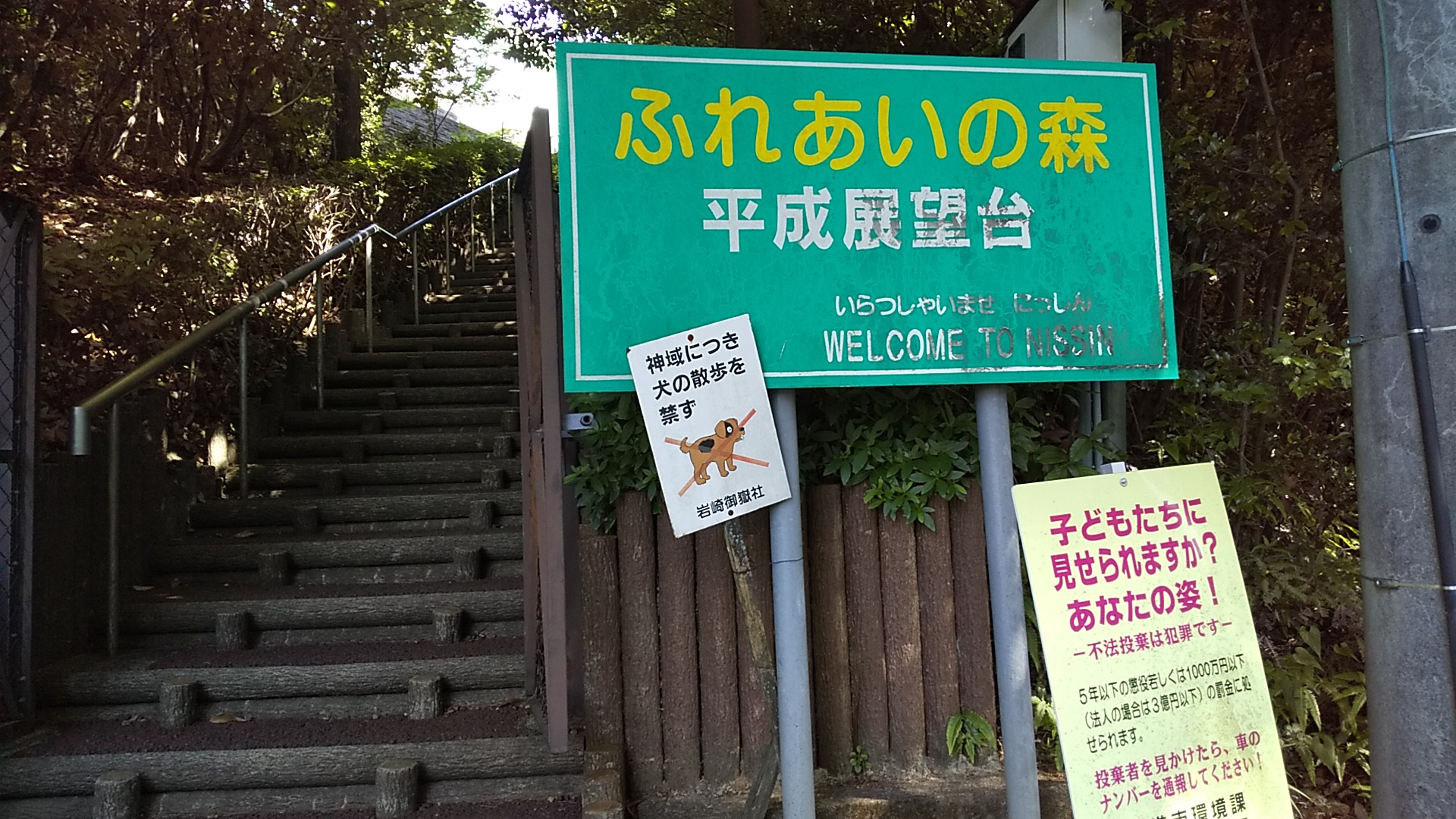
犬の散歩を禁止する看板

## ギャラリー

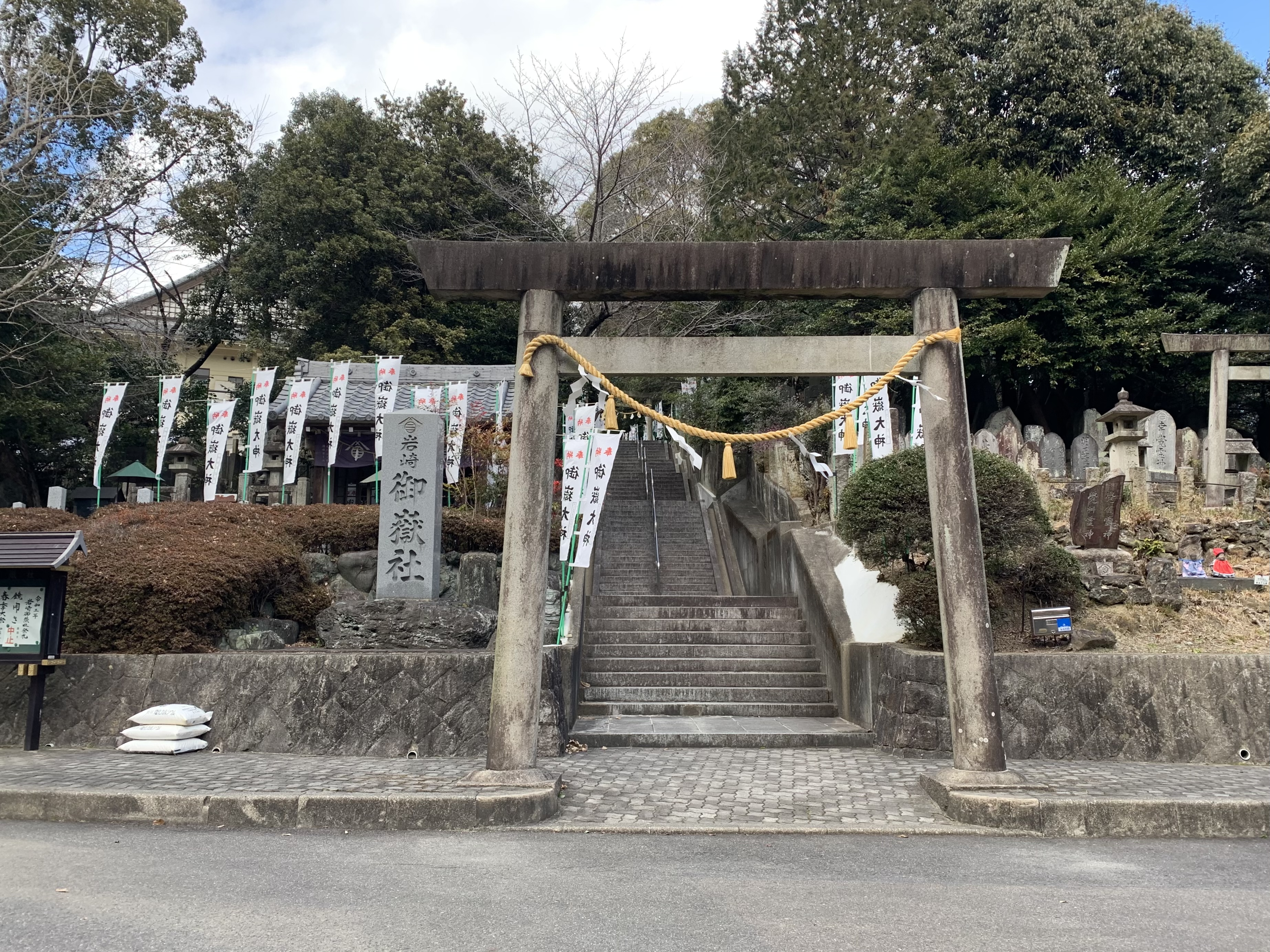
鳥居
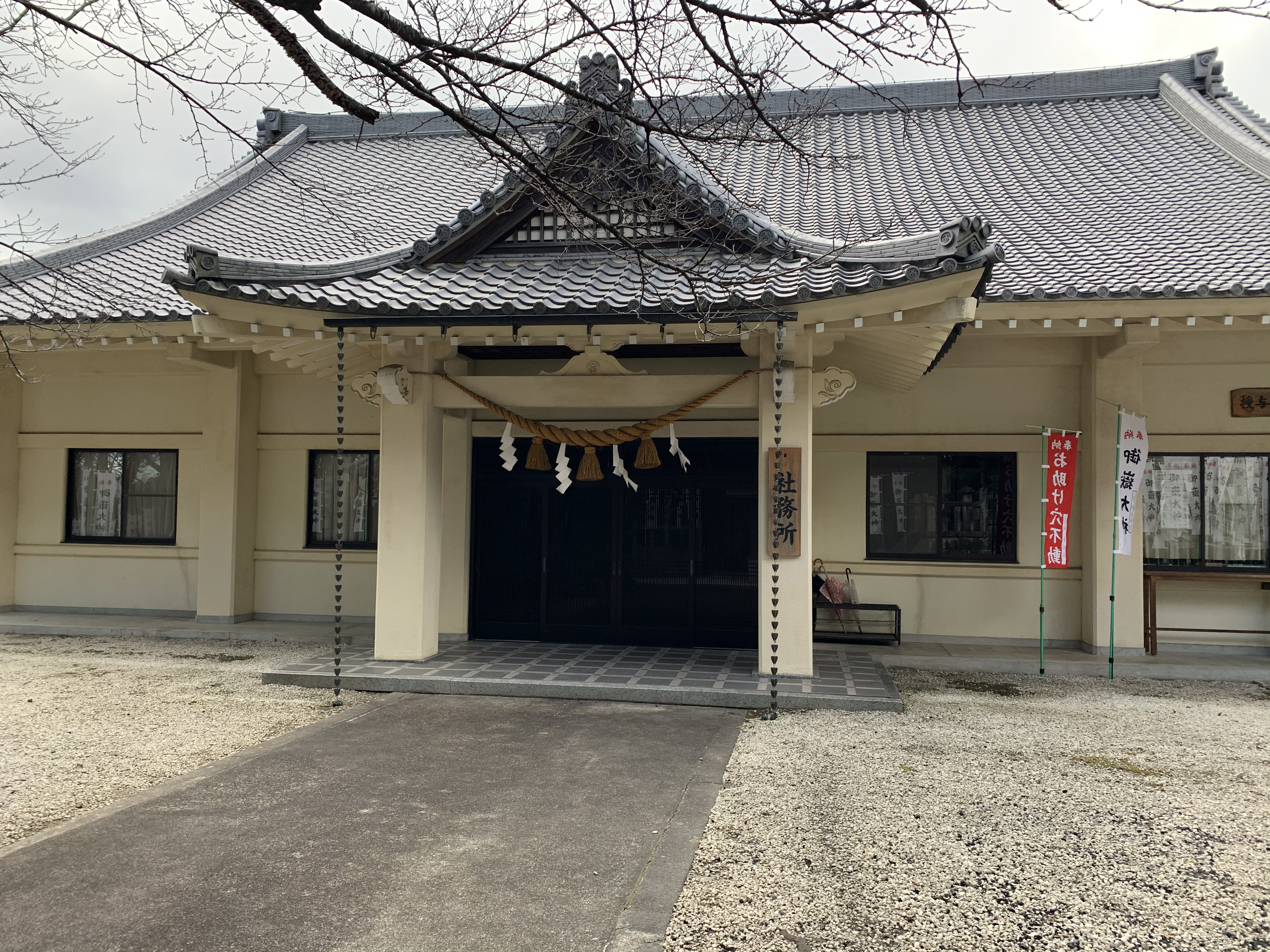
社務所
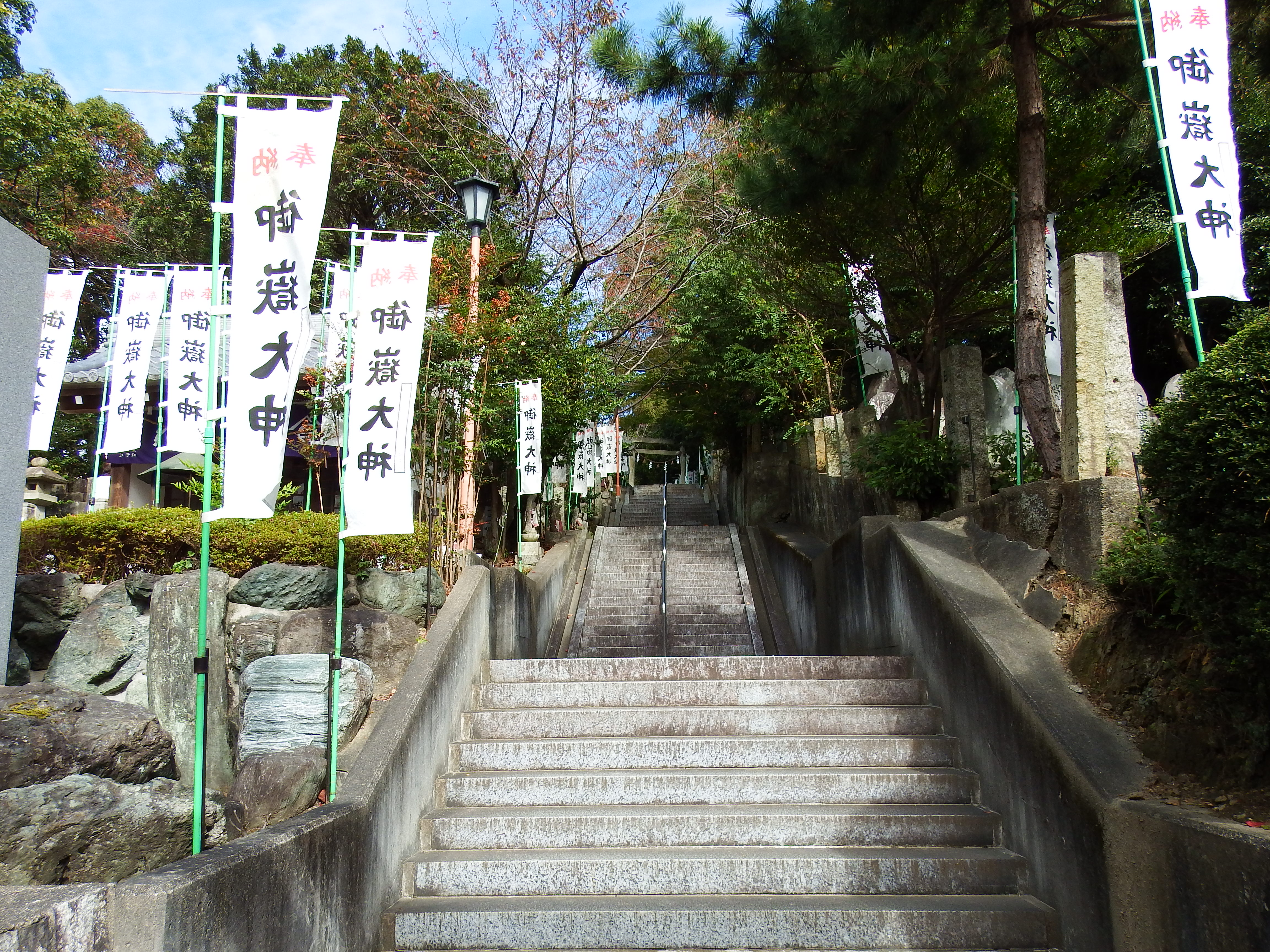
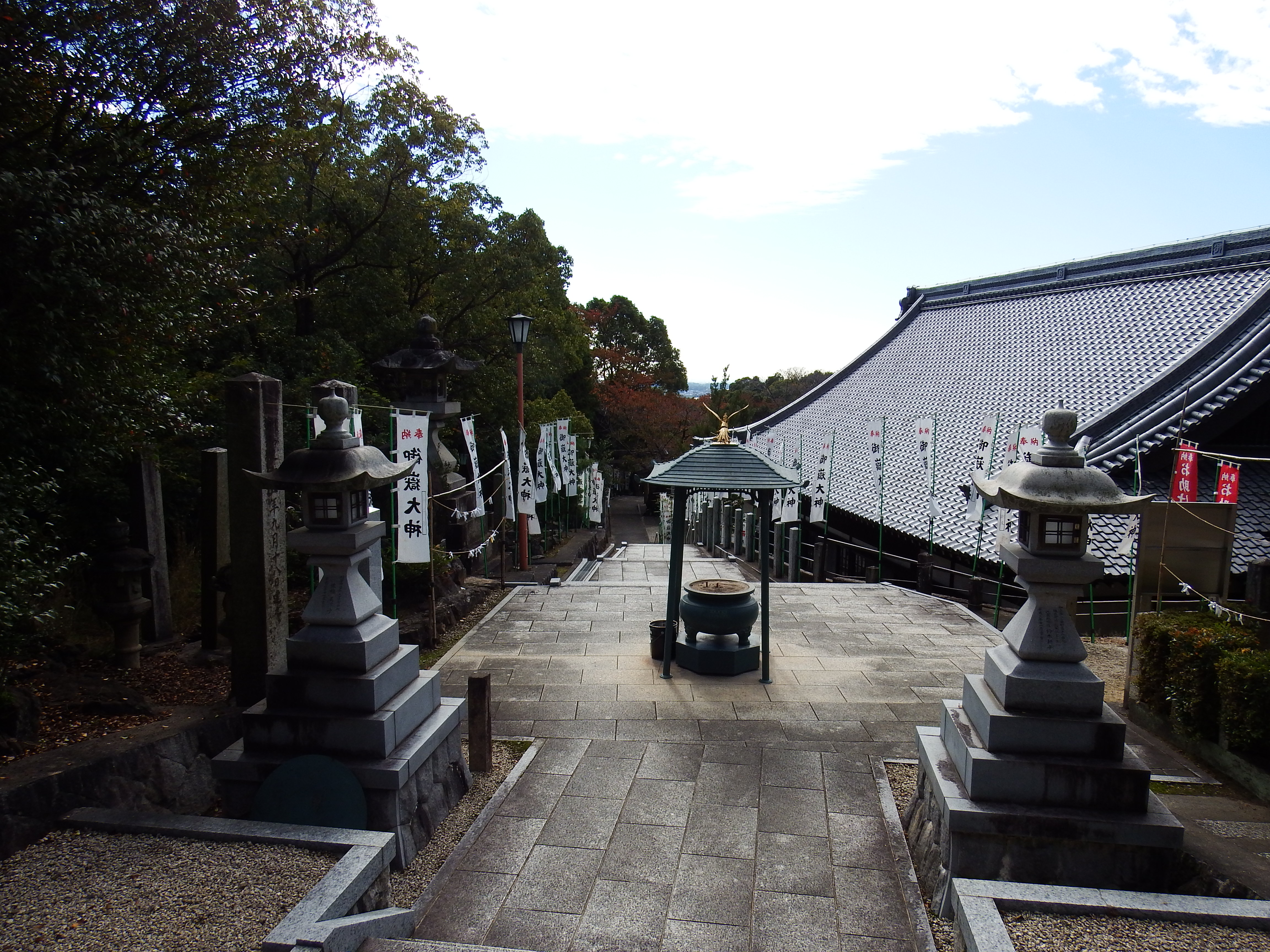
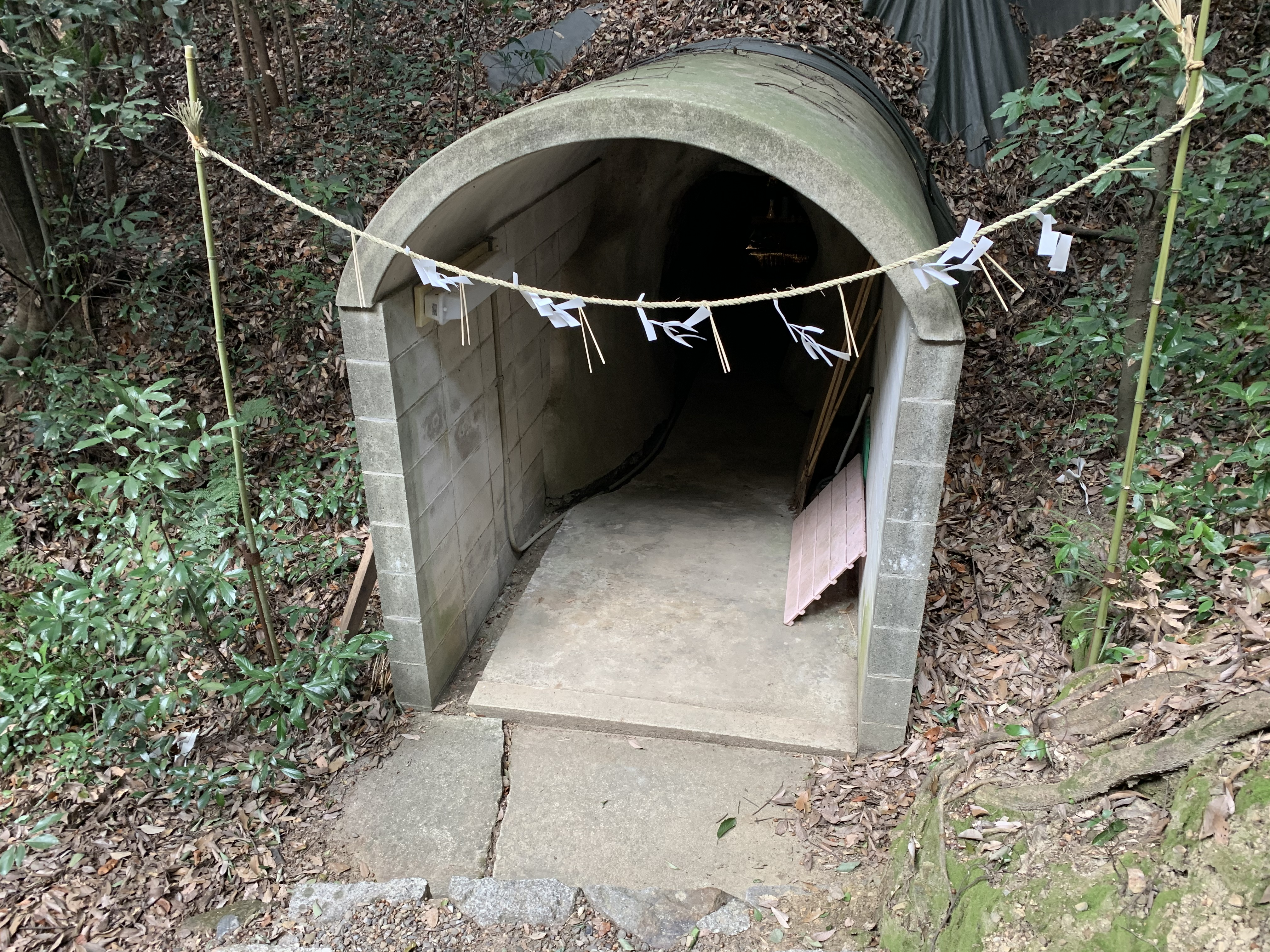
お助け穴不動
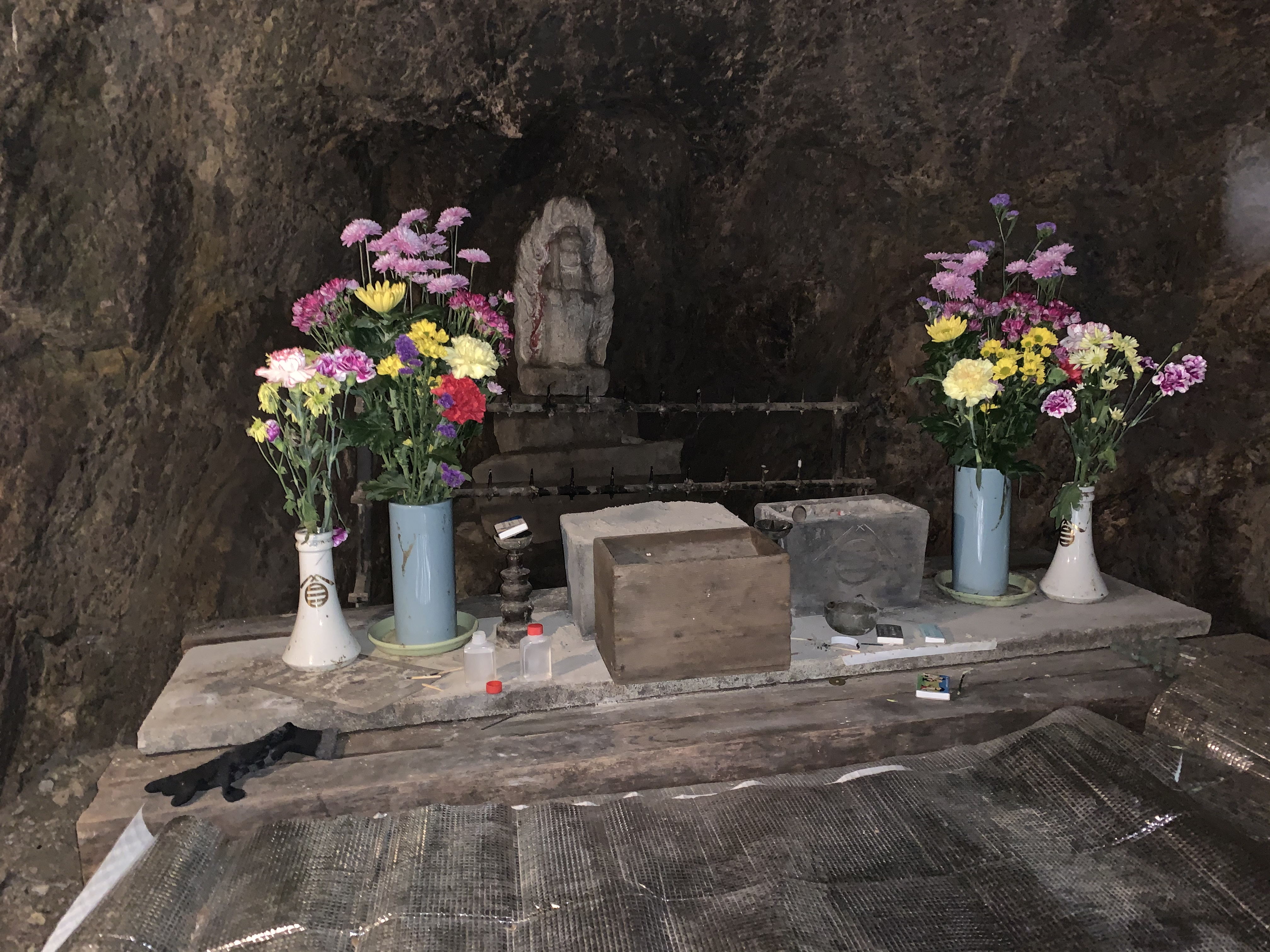
不動尊